# Цетуксимаб
Цетуксимаб (англ. Cetuximab, лат. Cetuximabum) — синтетичний препарат, який є генно-інженерним моноклональним антитілом до рецептора епідермального фактора росту людини (HER1). Цетуксимаб застосовується виключно внутрішньовенно. Перші дослідження, пов'язані із синтезом інгібіторів рецепторів до епідермального фактору росту, провели наприкінці 80-х років XX століття ізраїльські вчені Міхаель Села та Естер Гурвіц, які працювали в «Yeda Research» — підрозділі Науково-дослідного інституту імені Вейцмана. Ізраїльські вчені запатентували новий препарат у США, проте це спричинило тривалу судову тяганину із компанією «Sanofi-Aventis», що також володіла частиною патентних прав на новий препарат, у результаті якого вирішено, що ізраїльська компанія має виключні права на маркетинг препарату в США, а в інших країнах обидві компанії мають рівні права на маркетинг препарату.

## Фармакологічні властивості
Цетуксимаб — синтетичний лікарський препарат, який є генно-інженерним рекомбінантним гуманізованим (від миші) моноклональним антитілом до епідермального фактору росту людини (HER1). Механізм дії препарату полягає у зв'язуванні із позаклітинним доменом рецептора епідермального фактору росту людини HER1, що призводить до інгібування фактору росту та блокування проліферації пухлинних клітин, а в подальшому до руйнування пухлинних клітин. Цетуксимаб застосовується при метастатичному колоректальному раку, при рецидивному або метастатичному плоскоклітинному раку органів голови і шиї, а також при плоскоклітинному раку легень, переважно у складі комбінованої терапії з іринотеканом або препаратами платини. Проте застосування цетуксимаба, навіть у комбінації з іншими протипухлинними препаратами, не завжди давало необхідний ефект, а, згідно деяких джерел, у частині випадків навіть призводила до зниження тривалості безрецидивного періоду захворювання. Пізнішими дослідженнями доведено, що цетуксимаб значно ефективніший у пацієнтів, які не мають мутації гена K-ras, який регулює діяльність рецептора епідермального фактору росту, та мало ефективний у пацієнтів, що мають таку мутацію. Окрім того, при застосуванні цетуксимаба характерними є дуже часті побічні ефекти з боку шкірних покривів, частота яких стає ще більшою при одночасному застосуванні з цетуксимабом іншого моноклонального антитіла — бевацизумаба.

### Фармакокінетика
Цетуксимаб відносно повільно розподіляється в організмі після ін'єкції. Біодоступність препарату після внутрішньовенного застосування біодоступність становить 100 %. Згідно із клінічними дослідженнями, цетуксимаб метаболізується у ретикулоендотеліальній системі до амінокислот та пептидів. Шляхи виведення цетуксимабу з організму достеменно не встановлені. Період напіввиведення препарату з організму становить у середньому 70—100 годин (згідно частини джерел цей час може становити 112 годин) і цей час не змінюється при печінковій та нирковій недостатності.

## Показання до застосування
Цетуксимаб застосовують у складі комбінованої терапії при метастатичному колоректальному раку та при локальних формах плоскоклітинного раку голови і шиї.

## Побічна дія
Застосування цетуксимабу супроводжується значною кількістю побічних ефектів. Найчастішими є побічні ефекти з боку шкірних покривів, які спостерігаються до 90 % випадків застосування препарату, найхарактернішими з яких є вугреподібні висипання, акне, свербіж шкіри, зміни з боку нігтів, сухість шкірних покривів, екзема. На думку частини дослідників, вираженість змін з боку шкірних покривів корелює зі ступенем ефективності препарату — чим більш виражені побічні ефекти з боку шкірних покривів, тим більш ефективно діє цетуксимаб. Серед інших побічних ефектів препарату найчастішими є нейтропенія та діарея. Також для цетуксимабу характерні інші побічні ефекти:
- Реакції на введення інфузійного розчину — часто гарячка, озноб, головний біль, запаморочення, нудота, блювання, бронхоспазм, гіпотензія або гіпертензія, втрата свідомості, шок; рідко стенокардія, інфаркт міокарду, зупинка серця.
- З боку травної системи — часто нудота, блювання, порушення функції печінки.
- З боку нервової системи — часто головний біль, кон'юнктивіт, блефарит, кератит.
- З боку дихальної системи — часто запалення слизових оболонок верхніх дихальних шляхів, що спричинює носову кровотечу, рідко легенева емболія.
- Зміни в лабораторних аналізах — гіпомагніємія, гіпокальціємія, збільшення активності амінотрансфераз і лужної фосфатази в крові.

## Протипоказання
Цетуксимаб протипоказаний при застосуванні при вираженій підвищеній чутливості до препарату, в дитячому віці, при вагітності та годуванні грудьми.

## Форми випуску
Цетуксимаб випускається у вигляді розчину для інфузій у флаконах із вмістом діючої речовини 5 мг/мл по 10, 20, 50 та 100 мл; та флаконах по 2 мг/мл по 50 мл.